# Gare d'Haaltert
La gare de Haaltert (en néerlandais : station Haaltert) est une gare ferroviaire belge de la ligne 89 de Denderleeuw à Courtrai située au chef-lieu de la commune d'Haaltert en région flamande dans la Province de Flandre-Orientale.
C’est une halte voyageurs de la Société nationale des chemins de fer belges (SNCB) desservie par des trains Suburbains (S).

## Situation ferroviaire
Établie à 24 m d'altitude, la gare d'Haaltert est située au point kilométrique (PK) 3,9 de la ligne 89 de Denderleeuw à Y Zandberg (Courtrai), entre les gares ouvertes de Welle et d'Ede.

## Histoire
La Société des chemins de fer de l'Ouest de la Belgique réalise la ligne de chemin de fer Denderleeuw à Courtrai pour le compte de la Société générale d'exploitation de chemins de fer. La section d'Audenarde à Courtrai, comprenant la gare d'Haaltert, est inaugurée le 14 décembre 1868. Le rachat de la ligne et de la majorité du réseau de la SGE entraîne est finalisé le 1er janvier 1871.
Depuis le 28 juin 2013, c'est une simple halte sans guichet ni salle d'attente.
À partir de décembre 2020, Haaltert est aussi desservi le dimanche.

## Service des voyageurs

### Accueil
Halte SNCB, c'est un point d'arrêt non gardé (PANG), à accès libre. La traversée se fait par le passage à niveau. Il y a un parking et un parc à vélos.

### Desserte
Haaltert est desservie par des trains Suburbains (S3, S8) de la SNCB qui effectuent des missions sur la ligne commerciale 89 (voir brochure SNCB).
En semaine, la desserte est constituée de trains S3 entre Zottegem et Termonde, via Bruxelles-Central et de trains S8 entre Zottegem et Louvain-la-Neuve, le tout premier train S3 et S8 de la journée étant prolongé depuis Audenarde et le dernier S3 ayant sont terminus à Audenarde.
Les week-ends et jours fériés, Haaltert a une desserte composée uniquement de trains S3 entre Zottegem et Schaerbeek.

## Comptage voyageurs
Ce graphique et tableau montre le nombre de voyageurs embarquant en moyenne durant la semaine, le samedi et le dimanche.
| Nombre de passagers qui embarquent à la gare d`Haaltert | Nombre de passagers qui embarquent à la gare d`Haaltert | Nombre de passagers qui embarquent à la gare d`Haaltert | Nombre de passagers qui embarquent à la gare d`Haaltert |
|                                                         | Semaine                                                 | Samedi                                                  | Dimanche                                                |
| ------------------------------------------------------- | ------------------------------------------------------- | ------------------------------------------------------- | ------------------------------------------------------- |
| 1977                                                    | 1 135                                                   | 61                                                      | 36                                                      |
| 1978                                                    | 1 044                                                   | 83                                                      | 57                                                      |
| 1979                                                    | 1 073                                                   | 74                                                      | 38                                                      |
| 1980                                                    | 1 083                                                   | 50                                                      | 54                                                      |
| 1981                                                    | 1 073                                                   | 29                                                      | 39                                                      |
| 1982                                                    | 966                                                     | 62                                                      | 45                                                      |
| 1983                                                    | 969                                                     | 49                                                      | 41                                                      |
| 1984                                                    | 1 013                                                   | 41                                                      | 47                                                      |
| 1985                                                    | 915                                                     | 52                                                      | 49                                                      |
| 1986                                                    | 743                                                     | 43                                                      | 48                                                      |
| 1987                                                    | 695                                                     | 35                                                      | 32                                                      |
| 1988                                                    | 759                                                     | 46                                                      | 24                                                      |
| 1989                                                    | 734                                                     | 28                                                      | 24                                                      |
| 1990                                                    | 693                                                     | 17                                                      | 14                                                      |
| 1991                                                    | 691                                                     | 35                                                      | 24                                                      |
| 1992                                                    | 743                                                     | 24                                                      | 19                                                      |
| 1993                                                    | 691                                                     | 30                                                      | 21                                                      |
| 1994                                                    | 729                                                     | 50                                                      | 35                                                      |
| 1995                                                    | 659                                                     | 65                                                      | 50                                                      |
| 1996                                                    | 723                                                     | 83                                                      | 60                                                      |
| 1997                                                    | 729                                                     | -                                                       | 27                                                      |
| 1998                                                    | 589                                                     | 74                                                      | 40                                                      |
| 1999                                                    | 591                                                     | 54                                                      | 54                                                      |
| 2000                                                    | 667                                                     | 52                                                      | 56                                                      |
| 2001                                                    | 593                                                     | 66                                                      | 49                                                      |
| 2002                                                    | 656                                                     | 48                                                      | 55                                                      |
| 2003                                                    | 675                                                     | 70                                                      | 60                                                      |
| 2004                                                    | 548                                                     | 78                                                      | 90                                                      |
| 2005                                                    | 595                                                     | 70                                                      | 100                                                     |
| 2006                                                    | 587                                                     | 82                                                      | 78                                                      |
| 2007                                                    | 614                                                     | 98                                                      | 74                                                      |
| 2008                                                    | -                                                       | -                                                       | -                                                       |
| 2009                                                    | 574                                                     | 84                                                      | 55                                                      |
| 2010                                                    | -                                                       | -                                                       | -                                                       |
| 2011                                                    | -                                                       | -                                                       | -                                                       |
| 2012                                                    | 507                                                     | 122                                                     | 68                                                      |
| 2013                                                    | 543                                                     | 74                                                      | 89                                                      |
| 2014                                                    | 521                                                     | 84                                                      | 76                                                      |
| 2015                                                    | 555                                                     | 93                                                      | 88                                                      |
| 2016                                                    | 504                                                     | 133                                                     | 91                                                      |
| 2017                                                    | 593                                                     | 149                                                     | 127                                                     |
| 2018                                                    | 578                                                     | 133                                                     | 110                                                     |
| 2019                                                    | 457                                                     | 122                                                     | 130                                                     |
| 2020                                                    | 240                                                     | 91                                                      | 88                                                      |
| 2021                                                    | -                                                       | -                                                       | -                                                       |
| 2022                                                    | 741                                                     | 216                                                     | 191                                                     |
| 2023                                                    | 727                                                     | 142                                                     | 129                                                     |
| 2024                                                    | 704                                                     | 278                                                     | 171                                                     |

## Patrimoine ferroviaire
Toutes les gares d'origine de la ligne était identiques entre elles et basées sur le bâtiment de la gare de Westmeerbeek construit[Par qui ?] sur la ligne Louvain-Herentals en 1863. Ce plan-type de la Société des chemins de fer de l'Ouest de la Belgique comporte un corps de logis à étage sous toit en bâtière flanqué par deux ailes latérales symétriques, plus basses, au toit en bâtière.
- l'aile droite possède 3 travées ;
- l'aile gauche en comporte deux ;
- les deux ailes étaient probablement symétriques à l'origine ; dans ce cas, l'aile droite a par la suite été agrandie

La salle d'attente, y compris le guichet, est située dans l'aile droite. Le chef de gare avait son logement de fonction à l'étage du corps de logis.
Herzele, Haaltert et Oostrozebeke sont les deux seules gares belges de ce type à avoir survécu. La gare, française, de Lumbres sur le Chemin de fer touristique de la vallée de l'Aa est identique.

Bâtiment de la gare
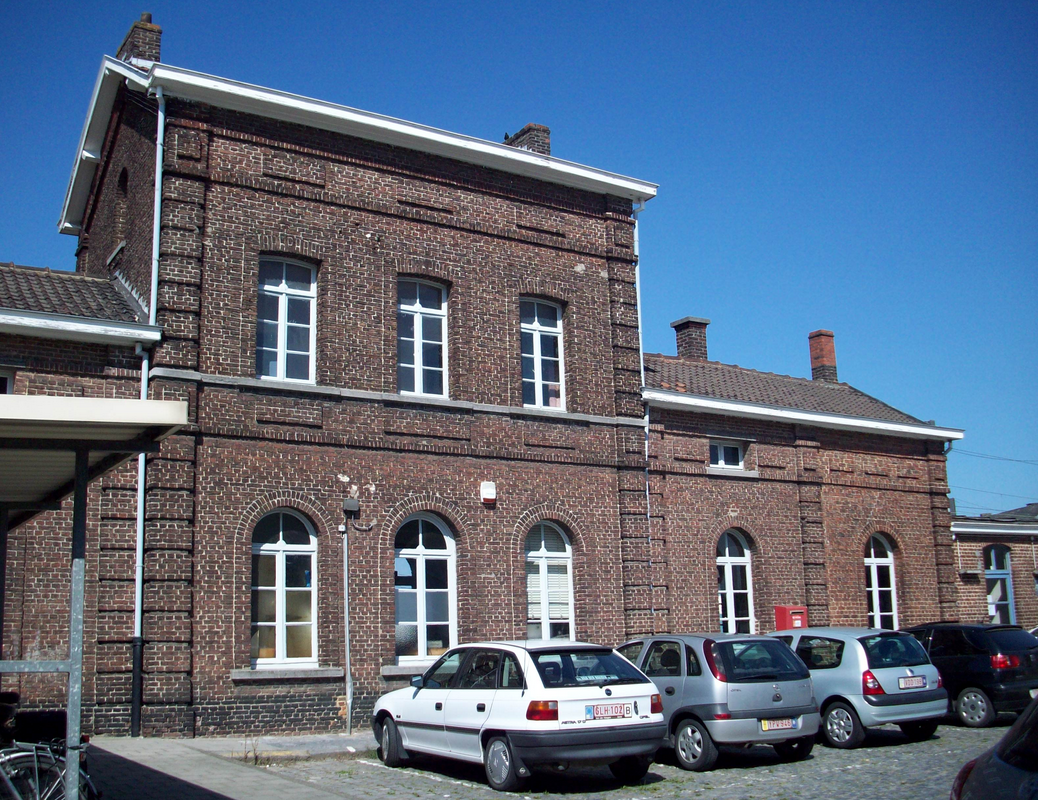
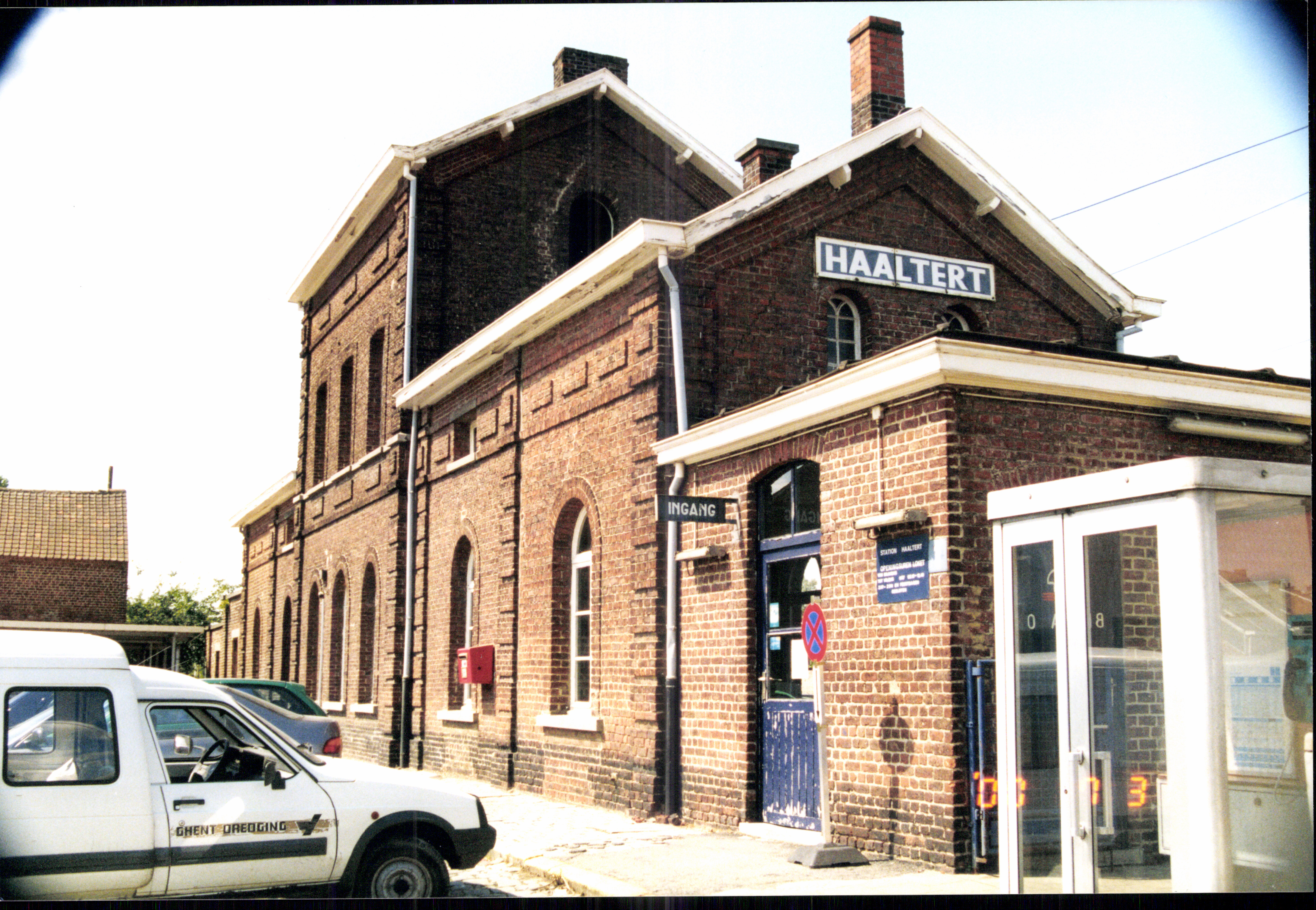
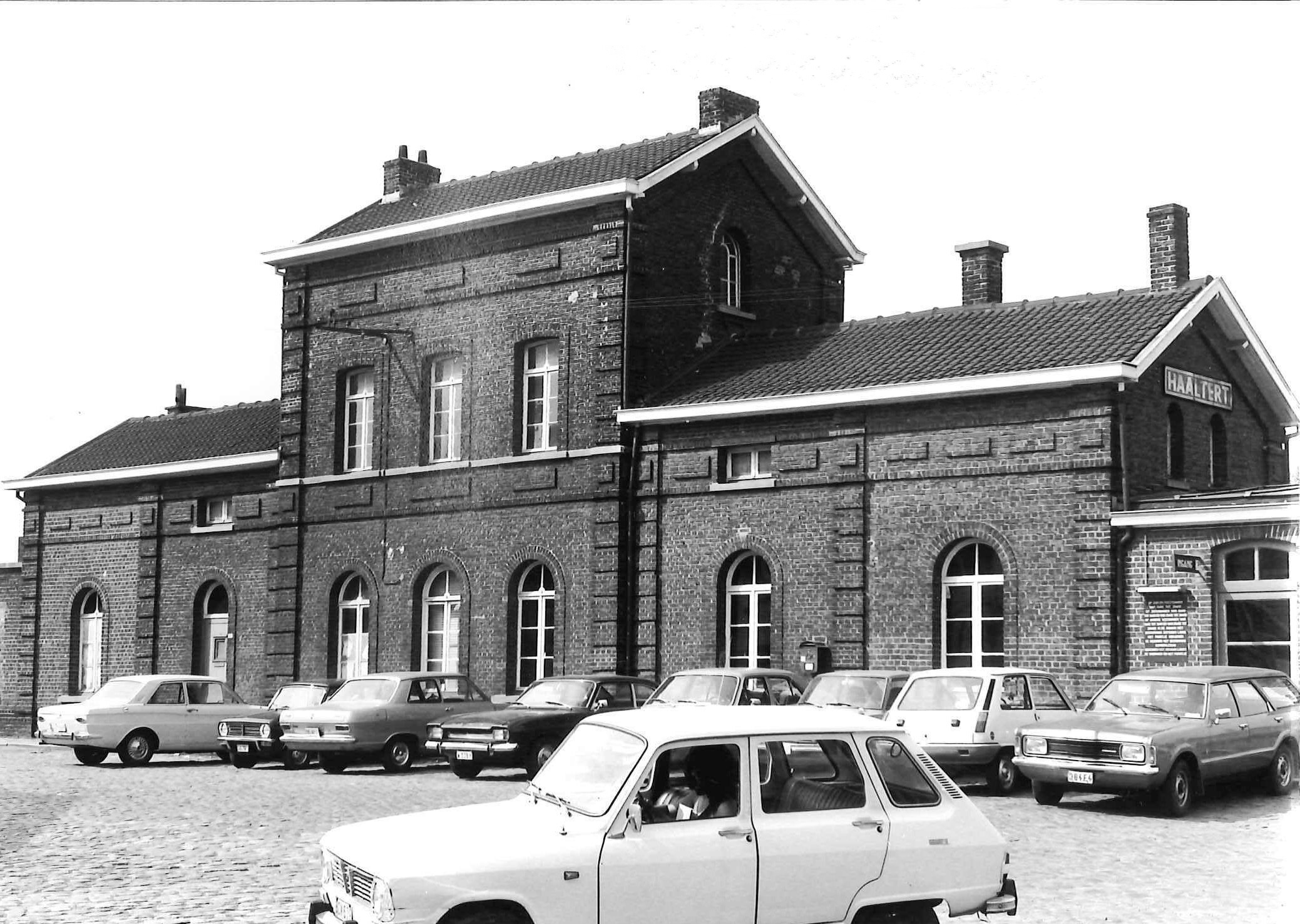
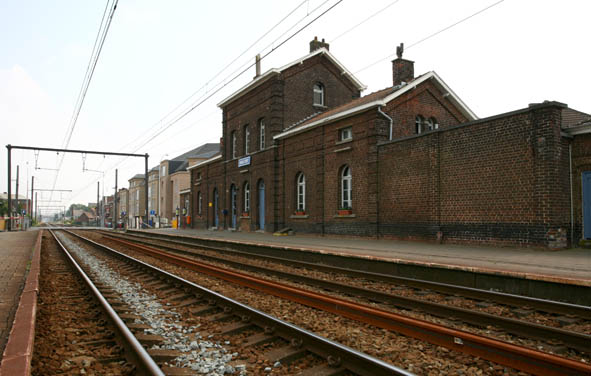
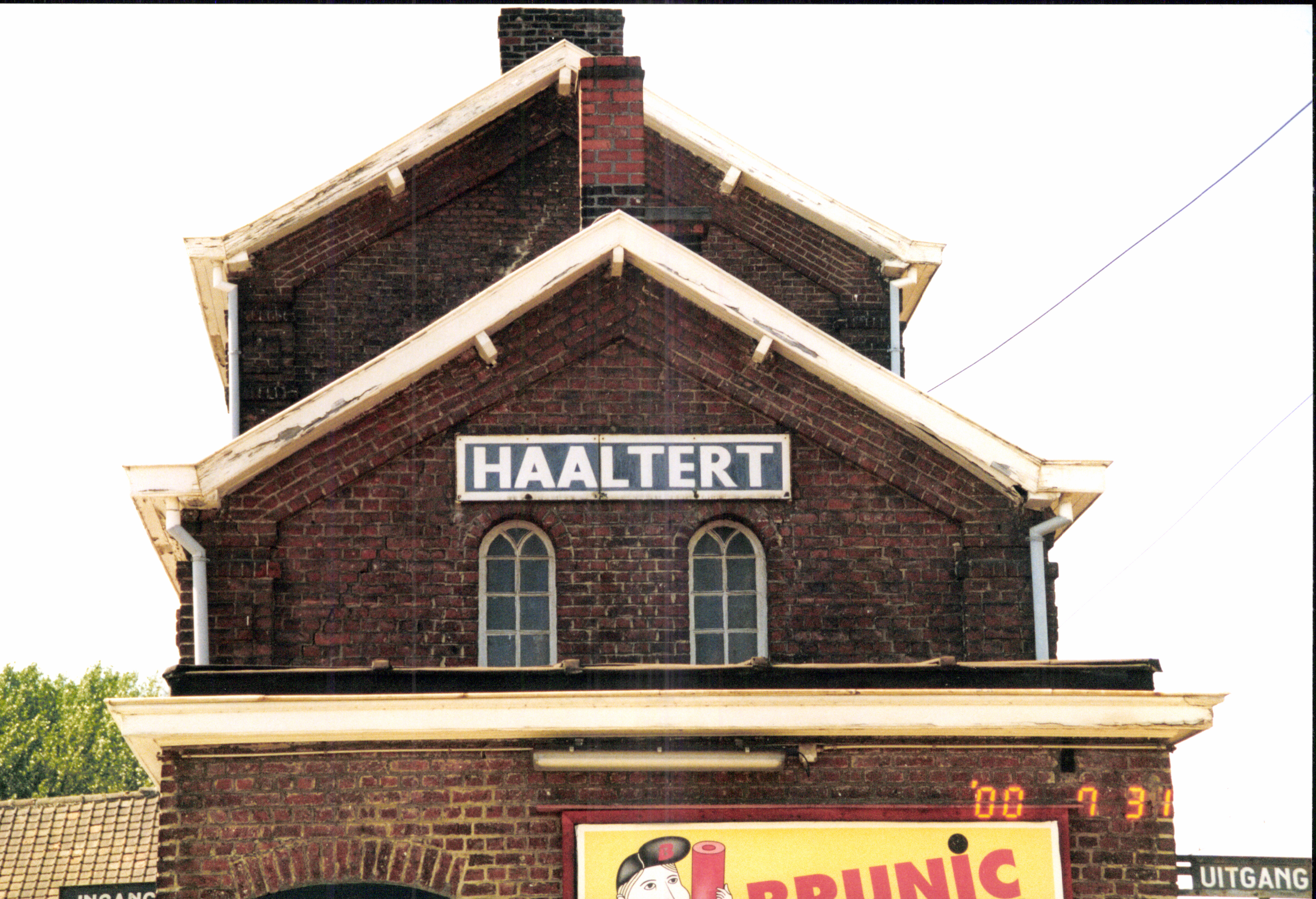